# Joseph M. Hogan

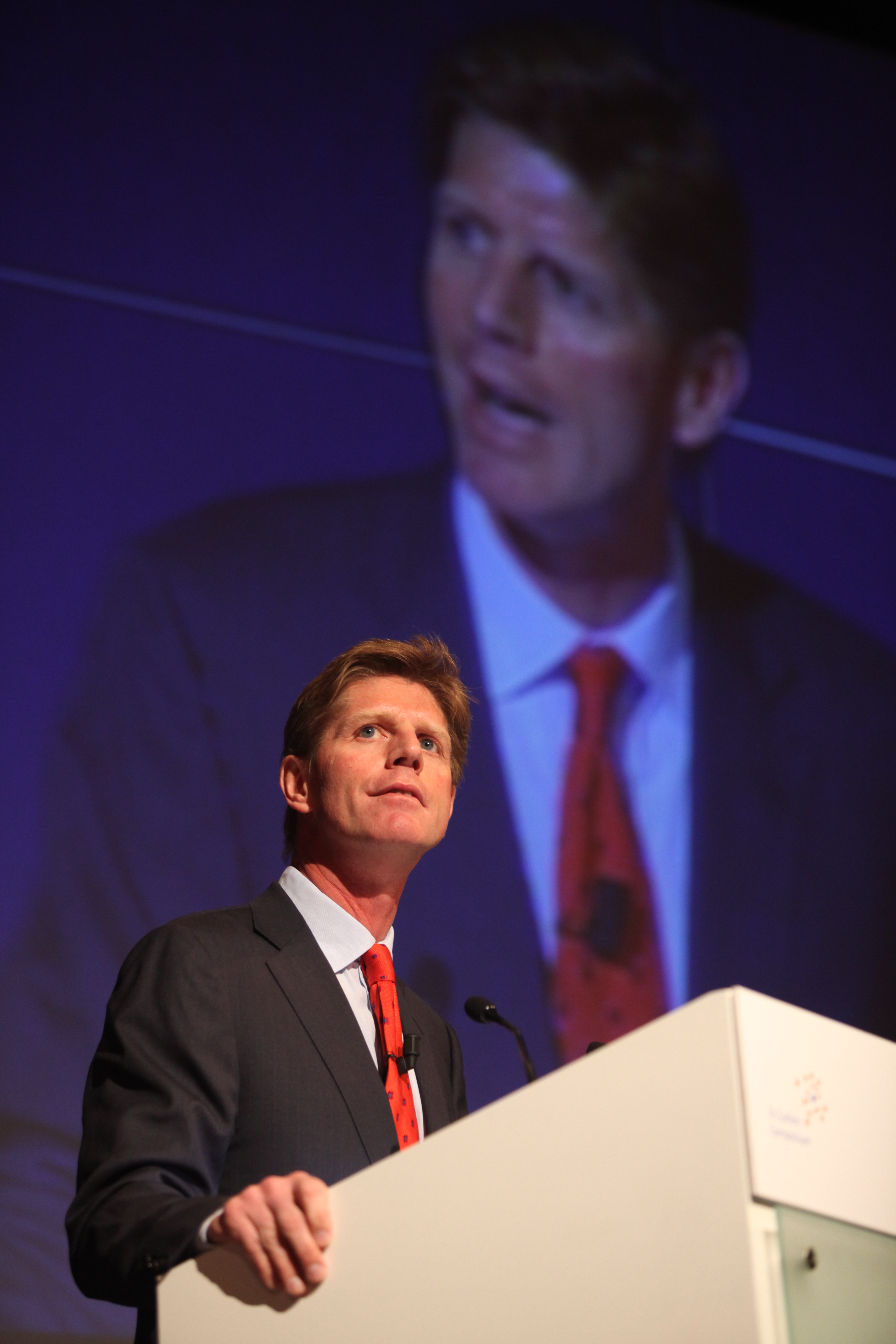
Joseph M. Hogan

Joseph M. Hogan (* 7. Mai 1957) ist ein US-amerikanischer Manager.

## Leben
Hogan wuchs als Sohn eines Kranführers in New Brighton, Pennsylvania auf. Er erwarb den Bachelor in Unternehmensführung im Jahre 1980, am Geneva College in Beaver Falls. Von 1980 bis 1984 graduierte er an der Robert Morris University in Pittsburgh in der Fachrichtung Master of Business Administration.
Seine erste Anstellung fand er von 1985 bis 1990 bei General Electric Plastics, einem in der Kraftfahrzeugsparte tätigen GE-Ableger. Von dort wechselte er bis zum Jahre 1993 innerhalb der Gesellschaft zur GE Plastics in die Niederlande. 1994–1996 war er General Manager in der Marketing- und Verkaufsparte und bis 1998 dort in einer Stabsstelle. Von 1998 bis 2000 war er Chief Executive Officer und Präsident der GE Fanuc Intelligent Platforms  in Nordamerika. Die folgenden acht Jahre übte er diese Tätigkeit bei der GE Healthcare aus.
Von 2008 bis 2013 war er Vorsitzender der Geschäftsleitung bei der ABB in Zürich. Am 10. Mai 2013 gab er bekannt, dass er aus privaten Gründen beabsichtige, von seinen Ämtern bei der ABB zurückzutreten. Sein Nachfolger wurde zum 15. September 2013 der Deutsche Ulrich Spiesshofer.
Hogan ist verheiratet und Vater dreier Söhne.